# Sekularizacija
Sekularizacija je transformacija društva od bliske identifikacije s religioznim vrijednostima i institucijama k nereligioznim (ili ireligioznim) vrijednostima i sekularnim institucijama. Sekularizacijska teza odnosi se na uvjerenje da napredovanjem društva, posebice kroz modernizaciju i racionalizaciju, religija gubi svoj autoritet u svim aspektima društvenog života i upravljanja. Pojam sekularizacija također se rabi u kontekstu ukidanja monaških zabrana nekom članu klera.
Sekularizacija ima mnogoslojno značenje pri čemu može označavati teoriju i povijesni proces. Socijalni teoretičari poput Karla Marxa, Sigmunda Freuda, Maxa Webera i Émila Durkheima postulirali su da modernizacija društva uključuje smanjenje razine religioznosti. Proučavanjem tog procesa pokušava se odrediti način na koji religiozna vjerovanja, prakse i institucije gube društveni značaj te u kojem se opsegu to zbiva. Neki teoretičari tvrde da sekularizacija moderne civilizacije djelomice proizlazi iz naše nesposobnosti prilagodbe širokih etičkih i duhovnih potreba čovječanstva sve bržem napretku prirodnih znanosti.
Pojam osim toga ima dodatna značenja, prvenstveno povijesna i religijska. Primijenjen na crkveno vlasništvo pojam povijesno označava zapljenu monaškog zemljišta i zgrada koju su provodile antiklerikalne europske vlasti tijekom 18. i 19. stoljeća, što je za posljedicu imalo izbacivanje i potiskivanje religijskih zajednica koje su ih posjedovale (vidi Kulturkampf). Sekularizacija inače označava crkveno napuštanje dobara koja se zatim prodaju kupcu nakon što je vlast zaplijenila imovinu, što se obično događa nakon određenih pregovora i sklopljenih sporazuma. U katoličkom kanonskom pravu pojam može također označavati dopuštenje ili autorizaciju kojom se članu religijskog reda omogućava život izvan svoje religijske zajednice ili samostana tijekom određena ili trajna razdoblja.

## Poveznice
- laicizam
- sekularna država
- sekularizam
- sociologija religije
- teorija religijske ekonomije
- prosvjetiteljstvo